# Asplenium stuhlmannii
Asplenium stuhlmannii är en svartbräkenväxtart som beskrevs av Georg Hans Emmo Wolfgang Hieronymus. Asplenium stuhlmannii ingår i släktet Asplenium och familjen Aspleniaceae. Inga underarter finns listade.